# Lei Sheng
Lei Sheng (kinesiska: 雷声 pinyin: Léi Shēng), född den 7 mars 1984 i Tianjin, Kina, 195 cm, är en kinesisk fäktare som tog OS-guld i herrarnas florett i samband med de olympiska fäktningstävlingarna 2012 i London.